# Кубок КАФ 1999
Кубок КАФ 1999 — 8-й розыгрыш клубного футбольного турнира КАФ. В турнире приняли участие 32 африканских клуба. Победителем во второй раз стал Тунисский клуб Этуаль дю Сахель.

## Первый раунд
Первые матчи состоялись 13 — 16 марта, ответные — 26 — 28 марта 1999 года.
| Команда 1             | Итог       | Команда 2           | 1-й матч | 2-й матч |
| --------------------- | ---------- | ------------------- | -------- | -------- |
| УСМ Алжир             | (г.в.) 4-4 | Хоройя              | 2-1      | 2-3      |
| Аль-Ахли (Вад-Медани) | 2-0        | Эфиопиан Иншуренс   | 1-0      | 1-0      |
| Канон Яунде           | 2-0        | АПР                 | 2-0      | 0-0      |
| Мумиас Шугар          | 1-2        | Ферровариу да Бейра | 1-1      | 0-1      |
| Замалек               | -          | Элит                | -        | -        |
| Стад Тампонез         | 6-1        | АСФТМ               | 5-1      | 1-0      |
| Грейт Олимпикс        | 3-4        | Этуаль Филант       | 3-2      | 0-2      |
| Вита                  | 8-0        | Депортиво           | 7-0      | 1-0      |
| Видад                 | 3-1        | Аль-Ахли (Бенгази)  | 1-1      | 2-0      |
| Диараф                | 4-0        | ФК Ман              | 1-0      | 3-0      |
| Квара Юнайтед         | 4-0        | Янг Африканс        | 1-0      | 3-0      |
| Сенеаментос Рангол    | 4-2        | Полис               | 3-2      | 1-0      |
| Этуаль дю Сахель      | 5-0        | Сентр Сетиф Кейта   | 3-0      | 2-0      |
| Медлоу Мегби          | 1-6        | Экспресс            | 1-0      | 0-6      |
| Нкана                 | 8-3        | Роял Леопардс       | 2-2      | 6-1      |
| Сфаксьен              | -          | Энерги Спорт        | -        | -        |

## Второй раунд
Первые матчи состоялись 1 — 2 мая, ответные — 15 — 16 мая 1999 года.
| Команда 1             | Итог | Команда 2        | 1-й матч | 2-й матч |
| --------------------- | ---- | ---------------- | -------- | -------- |
| Сфаксьен              | 4-1  | Нкана            | 4-0      | 0-1      |
| Аль-Ахли (Вад-Медани) | 0-7  | УСМ Алжир        | 0-2      | 0-5      |
| Ферровариу да Бейра   | 0-1  | Канон Яунде      | 0-0      | 0-1      |
| Стад Тампонез         | 0-3  | Замалек          | 0-0      | 0-3      |
| Вита                  | 2-3  | Этуаль Филант    | 1-1      | 1-2      |
| Диараф                | 2-3  | Видад            | 1-1      | 1-2      |
| Сенеаментос Рангол    | -    | Квара Юнайтед    | 1-1      | -        |
| Экспресс              | 2-4  | Этуаль дю Сахель | 2-2      | 0-2      |

## Четвертьфиналы
Первые матчи состоялись 4 — 5 сентября, ответные — 17 — 19 сентября 1999 года.
| Команда 1        | Итог       | Команда 2     | 1-й матч | 2-й матч |
| ---------------- | ---------- | ------------- | -------- | -------- |
| Этуаль дю Сахель | 5-4        | Сфаксьен      | 3-3      | 2-1      |
| Этуаль Филант    | 1-2        | Канон Яунде   | 1-1      | 0-1      |
| УСМ Алжир        | 2-2 (г.в.) | Видад         | 2-1      | 0-1      |
| Замалек          | 5-2        | Квара Юнайтед | 4-0      | 1-2      |

## Полуфиналы
Первые матчи состоялись 10 октября, ответные — 24 октября 1999 года.
| Команда 1 | Итог        | Команда 2        | 1-й матч | 2-й матч |
| --------- | ----------- | ---------------- | -------- | -------- |
| Замалек   | 3-3 (г.в.)  | Этуаль дю Сахель | 3-1      | 0-2      |
| Видад     | 2-2 (6-5 п) | Канон Яунде      | 1-1      | 1-1      |

## Финал
Первый матч состоялся 13 ноября, ответный — 28 ноября 1999 года.
| Команда 1 | Итог       | Команда 2        | 1-й матч | 2-й матч |
| --------- | ---------- | ---------------- | -------- | -------- |
| Видад     | 2-2 (г.в.) | Этуаль дю Сахель | 2-1      | 0-1      |

## Чемпион
| Победитель Кубок КАФ 1999  |
| -------------------------- |
| Этуаль дю Сахель 2-й титул |